# Маслин, Михаил Александрович
Михаи́л Алекса́ндрович Ма́слин (16 июля 1947, Москва, СССР — 20 июня 2025) — советский и российский философ

, специалист по истории русской философии. Доктор философских наук, профессор. Заслуженный профессор МГУ.

## Биография
Сын философа А. Н. Маслина (1906—1970).
В 1970 году окончил философский факультет МГУ имени М. В. Ломоносова. В 1973 году окончил аспирантуру там же. Защитил диссертацию на соискание учёной степени кандидата философских наук по теме «Идеология русского революционного народничества в современной англо-американской историографии. Критический анализ».
С 1973 года работал на кафедре истории философии народов СССР (ныне кафедра истории русской философии) философского факультета МГУ. Прошёл путь от младшего и старшего научного сотрудника до профессора (с 1991 года) и заведующего кафедрой (с 1992 года).
В 1988 году защитил диссертацию на соискание учёной степени доктора философских наук по теме «Современные буржуазные концепции истории русской философии (от Радищева до революционных народников)».
С 1991 года — председатель диссертационного совета Д.501.001.38 при МГУ. Член редакционных коллегий журналов «Философия и общество», «Философское образование», «Философия хозяйства».
С 1973 года член Российского философского общества, с 1990 года являлся председателем Розановского общества.
Действительный член Академии гуманитарных наук.
Умер 20 июня 2025 года в возрасте 77 лет.

## Научная деятельность
Область научных интересов: история русской философии, история русской духовной культуры, теоретическое россиеведение.
В работах М. А. Маслина обосновано новое направление в историко-философской науке — анализ современных западных концепций истории русской философии. Им проведено обобщающее исследование современной западной концепций истории русской философии (англоязычных — США, Канада, Великобритания; отчасти немецкоязычных и франкоязычных).
Подготовил 23 кандидата наук, научный консультант 4 докторских диссертаций. Опубликовал более 80 научных работ. Автор-составитель книг «О России и русской философской культуре. Философия русского после-октябрьского зарубежья» (1990), антологии отечественной мысли «Русская идея» (1992), словаря «Русская философия» (1995).
Читает основной курс лекций «История русской философии» на философском и психологическом факультетах, спецкурсы «Русская идея», «Современные западные концепции истории русской философии», «Введение в историко-философское россиеведение». Читал курс лекций «Русская философия» для студентов Университета штата Огайо (США, 1981) и Вюрцбургского университета (Германия, 1996).
В монографии «Русская социальная философия конца XIX — начала XX века: психологическая школа» раскрывается понятие психологизма в социальных науках, теоретические и социальные предпосылки поворота русской социальной философии рубежа XX в. к обоснованию концепции психологического типа (Н. И. Кареев, Л. И. Петражицкий, П. А. Сорокин и др.). Работа включает разделы, посвящённые проблемам этнопсихологии и психологии толпы.
Руководитель авторского коллектива словаря-справочника «Русская философия» включающего статьи об основных персоналиях, течениях, понятиях, главнейших сочинениях русских философов с XI в. до XX в.
Опубликован ряд статей, посвященных русским мыслителям в «Философском словаре», «Эстетическом словаре», «Социологическом словаре».
Под общей редакцией М. А. Маслина вышел «Курс истории древней философии» С. Н. Трубецкого (1997).
Философии русского послеоктябрьского Зарубежья посвящены публикации о Н. А. Бердяеве, В. В. Зеньковском, Г. П. Федотове.
Под общей редакцией Маслина вышла «Русская философия. Энциклопедия» (2-я ред. в 2014).

## Награды
- Лауреат конкурса молодых учёных МГУ к 225-летию Московского университета (1980)[7]
- Премия имени М. В. Ломоносова (2017) — за цикл работ «Разноликость и единство русской философии»

## Основные работы

### Диссертации
- Маслин, М. А. Современные буржуазные концепции истории русской философии (от Радищева до революционных народников) автореферат дис. … доктора филос. наук. / специальность: 09.00.03. Москва, 1988. — 47 с.

### Монографии
- Маслин М. А. «Критика буржуазных интерпретаций идеологии русского революционного народничества». — М., 1977.
- Маслин М. А. Современные буржуазные концепции истории русской философии. Критический анализ. — М.: Изд-во МГУ, 1988. — 207 с. — (Серия: Критика современных буржуазных теорий) — ISBN 5-221-00005-6
- Маслин М. А., Бочкарёв Н. И., Федоркин Н. С. «Революционная демократия и марксизм». — М., 1990.
- Маслин М. А. «О России и русской философской культуре. Философия русского после-октябрьского зарубежья». — М., 1990.
- Маслин М. А., Алексеев В. А. «Русская социальная философия конца XIX — начала XX века: психологическая школа». — М., 1992.
- Маслин М. А. «Русская идея». — М., 1992.
- «A history of Russian philosophy. From the tenth through the twentieth centuries» (2 vols. Buffalo, 1994)
  - Николай Чернышевский
  - Русская философия за рубежом: западные интерпретации
  - Библиография
- Маслин М. А. Русская философия. Словарь. — М., 1995.
- «История русской философии». Руководитель авт. коллектива. — М., 2001.
  - Ф. М. Достоевский
  - П. Я. Чаадаев
  - Славянофилы

### Статьи
- Ширинянц А. А., Милохина М. М., Маслин М. А. Современные буржуазные концепции истории русской философии. Критический анализ. (недоступная ссылка) // Философские науки. — № 3. — 1989.
- Маслин М. А. В. В. Зеньковский о России, русской философии и культуре // «Русские мыслители и Европа» — М., 1997.
- Маслин М. А. История русской философии как научная дисциплина во второй половине XX—XXI вв. // «Вестник Русской христианской гуманитарной академии». Выпуск № 2, том 14, 2013. С. 104—112.
- Маслин М. А. Интеллектуальные портреты зарубежных историков русской философии: Анджей Валицкий и Фредерик Коплстон. // Русская философская мысль: на Руси, в России и за рубежом. М.: Издательство Московского университета, 2013. — С.657-667. ISBN 978-5-19-010807-1.